# Nejvyšší řád Kristův
Nejvyšší řád Kristův je nejvyšší řád a vyznamenání udělovaný papežem.

## Historie
Podle některých autorů (zejména starších) navazuje na portugalský Řád Kristův. Asi od přelomu 15. a 16. století (tato otázka není dosud příliš objasněna) začali papežové udělovat Kříž Kristův — původně zřejmě jako samostatné vyznamenání, které však brzy začalo být zaměňováno s portugalským řádem, a stalo se základem přesvědčení, rozšířeného zejména v 18. století, že papež může samostatně ustavovat členy Řádu Kristova bez ohledu na jeho velmistra. To se samozřejmě setkalo s prudkým odporem Portugalska a je znám jeden případ, kdy byl takovýto „papežský“ rytíř (francouzský architekt italského původu Giovanni Servandoni) v Portugalsku uvězněn za nošení insignií Řádu.

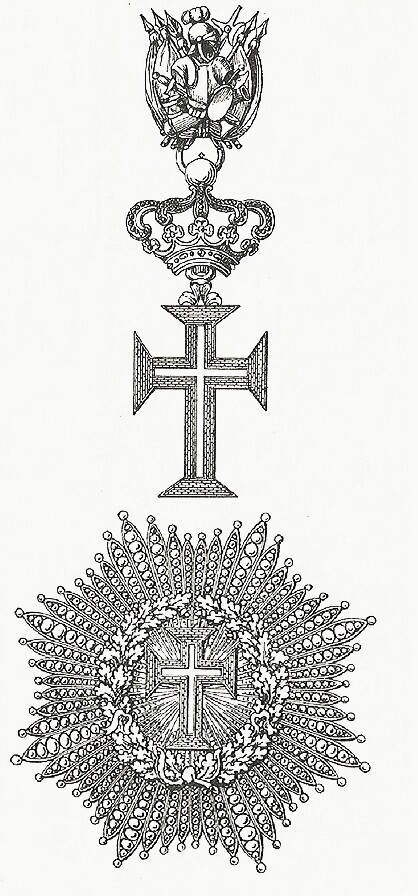
Odznak a hvězda Nejvyššího řádu Kristova

Při reorganizaci papežských řádů roku 1905 papež Pius X. stanovil, že řád Kristův je nejvyšším papežským řádem. Tradičně je udělován pouze katolickým hlavám států a roku 1966 papež Pavel VI. určil, že může být udělen pouze při velmi zvláštní příležitosti, při které je papež osobně přítomen. 

## Užití
Řád naposledy získal roku 1987 velmistr Maltézských rytířů Fra Angelo de Mojana di Cologna. Poslední žijící nositel řádu Baudouin I. Belgický zemřel roku 1993.
Řád má pouze jednu třídu - rytíře. Odznakem řádu je červeně smaltovaný zlatý latinský kříž, na koncích rozšířený, v jehož středu leží tenký bílý latinský kříž.